# Letter
Letter (lettisk: latvieši) er Letlands oprindelige befolkning, som i 2011 udgjorde størstedelen (59,50 procent, 1,331 millioner) af det samlede lettiske indbyggertal. Næsten alle letter har lettisk som modersmål, som tilhører de baltiske sprog i den indoeuropæiske sproggruppe. Vore dages lettiske folkeslag udvikledes gradvist i middelalderens Terra Mariaes centrale og sydlige dele, Livlands letgaller blandet med andre af baltisk etnicitet (semgaller, seler og kurser), ligesom de finsk-ugriske liver. Mere generelt tilhører russisktalende borgere den lettiske politiske nation. Det anslås, at mere end 220.000 (14 procent af den samlede lettiske befolkning) etniske letter og deres efterkommere nu lever i udlandet, hovedsageligt i USA, Rusland, Canada, Storbritannien, Irland og Australien.

## Antropologi
Letterne er middelhøje, mest blonde, delvis stærkt finskblandede.

## Udbredelse
Letterne er bosatte ved Østersøens sydlige østbred. Mod nord grænser de til esterne, mod øst til russere, mod syd til litauere.

## Sprog
Sammen med litauerne og med de nu uddøde Preussere, danner letterne den baltiske gren af den indoeuropæiske sproggruppe.

## Historie
Letternes historie er historien om et folk opdelt i flere stammer, der længe var underkastet fremmede magter og først sent, det vil sige fra midten af det 19. århundrede, udviklede en national bevidsthed stærk nok til at skabe en egen nation. Allerede tidligt i middelalderen trængte søfarende finske stammer ind, og endnu i 13. århundrede ejede de hele Letlands kyst og meget af Kurlands, men nu har letterne genvundet det hele igen på nær en forsvindende rest af liver ved Kurlands nordvestspids Domesnæs.

### Et undertrykt folk
Letterne var tidligere fredelige folk af agerdyrkere og hyrder. Deres historie som nation indledtes først, da de i korstogstiden mistede friheden. Uden at samle sig om en national kongeæt og adel, kuedes og kristnedes letterne i det 13. århundrede af tyske ordensriddere. Da ordensridderne blev protestantiske, måtte letterne følge trop, på nær de sydøstligste, der som polske undersåtter forblev romersk-katolske. Letterne delte skæbne med venderne; de blev gjort livegne og turde ej drive handel og håndværk. Dog prøvede ridderne ikke at fortyske dem, ville endda knap nok tillade dem brugen af tysk, der regnedes for en kulturel og økonomisk forret; de underkuedes sprog, lettisk (og estisk), kaldtes under ét for "utysk". Alligevel var det tyskbaltere, der lagde grunden til en folkelitteratur på lettisk, og den protestantiske trosform har sikkert fremmet letternes kulturelle opvågnen. Russervældet blev ingen national fare, omend den ortodokse kirkes vandt 50.000 letter. Tværtimod søgte russerne snarest at støtte letterne for derved at undergrave tyskernes herredømme. Vigtig var livegenskabets ophævelse, der brød de tyske erobreres værste tyranni over de indfødte. Letterne kunne frit pleje deres sprog i kirke og skole, udfoldede en livlig virksomhed i handel, industri og litteratur, grundlagde dampskibsselskaber og adskillige tidsskrifter.

### Selvbevidstheden vågner
Nogen egentlig skarp kamp mellem letter og tyskere var der endnu ikke tale om i 19. århundrede, men ved den russiske revolution 1905 brød letternes had mod undertrykkerne ud i lys lue, og adskillige tyske godsejeres slotte blev stormede og nedbrændt. Tysklands nationale partier iværksatte en hjælpeaktion, hvis agitationsbølger selv nåede til Danmark, og indflydelsesrige tyskere i Letland hjalp af et ærligt hjerte russerne med at "genoprette orden", hvorefter nabolandene fyldtes med lettiske flygtninge. Under 1. verdenskrig blev letternes område krigsskueplads fra 1915 og kom under tysk militærstyre. Altyskerne tænkte sig allerede her at kunne virkeliggøre deres højtflyvende planer om fuldstændig at udjage letterne og erstatte dem med tyske nybyggere, men Tysklands nederlag forpurrede virkeliggørelsen. I stedet rev letterne sig løs fra Rusland i 1918, grundlagde deres egen stat og hævdede deres plads blandt Europas nationer.
Letterne udgjorde ved udråbelsen af Republikken Letland (Latvijas Republika), i alt omkring 1.050.000 indbyggere hvoraf 450.000 i det næsten rent lettiske Kurland, 392.000 i den større sydlige del af det gamle Livland, 175.000 i det tidligere Guvernement Vitebsk.